# Zaira robusta
Zaira robusta là một loài ruồi trong họ Tachinidae.